# Chikkajajur Kaval, Holalkere
Chikkajajur Kaval là một làng thuộc tehsil Holalkere, huyện Chitradurga, bang Karnataka, Ấn Độ.